# Седин, Джим
Джеймс Уолтер (Джим) Седин (англ. James Walter (Jim) Sedin; 25 июня 1930, Сент-Пол — 23 февраля 2021, Кетчум, Айдахо) — американский хоккеист, защитник. Серебряный призёр зимних Олимпийских игр 1952 года, серебряный призёр чемпионата мира 1952 года.

## Биография
Джим Седин родился 25 июня 1930 года в американском городе Сент-Пол в штате Миннесота.
Начал игровую карьеру в сезоне-1945/46, выступая на уровне штата в американской лиге средних школ (USHS) за «Сент-Пол Джонсон». В сезоне-1947/48 играл за «Сент-Пол Таллис» в AAHL, провёл 17 матчей, набрал 9 (3+6) очков.
Следующие три сезона провёл в чемпионате Национальной ассоциации студенческого спорта (NCAA) в составе команды университета Миннесоты «Миннесота Голден Гоферз», в последний сезон был капитаном команды.
В сезоне-1951/52 выступал за «Сент-Пол Сейнтс» в AAHL, в 13 матчах набрал 15 (3+12) очков.
В сезоне-1952/53 защищал цвета «Лос-Анджелес Кардиналс» в PCHL, позже в той же лиге играл за «Сан-Бернардино Брэйвз».
В 1952 году вошёл в состав сборной США по хоккею с шайбой на зимних Олимпийских играх в Осло и завоевал серебряную медаль. Играл на позиции защитника, провёл 8 матчей, набрал 3 (2+1) очка, забросив по шайбе в ворота сборных Финляндии и Канады. По итогам олимпийского турнира также получил серебряную медаль чемпионата мира.
Был доктором электротехники и физики Калифорнийского технологического института. Впоследствии работал в технологической фирме Watkins Johnson, затем основал собственную компанию по выпуску компьютерных периферийных устройств Ryka Scientific, которую он продал Varian Medical Systems в 1972 году.
Умер 23 февраля 2021 года в американском городе Кетчум.